# 1630 w polityce

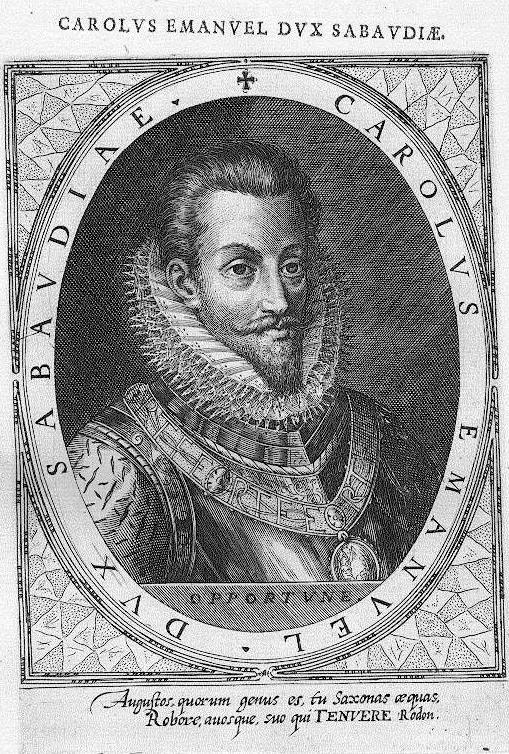
Karol Emanuel I Wielki, książę Sabaudii

Wydarzenia polityczne w 1630 roku.

## Wydarzenia
- 13 sierpnia Albrecht von Wallenstein[1] został zdymisjonowany przez cesarza[2].
- Szwedzi zajęli Szczecin. Miasto zostało ufortyfikowane[3].

## Urodzili się
- 25 stycznia Ludwik VI, landgraf Hesji-Darmstadt[4].
- 29 maja Karol II Stuart, król Anglii[5].

## Zmarli
- 26 lipca Karol Emanuel I Wielki, książę Sabaudii[6][7].